# Wiaczesław Rogow
Wiaczesław Pawłowicz Rogow (ros. Вячеслав Павлович Рогов, ur. 1900 w Jekaterynburgu, zm. 25 października 1972 w Moskwie) – funkcjonariusz NKWD, Smiersza i MGB ZSRR, generał major.

## Życiorys
Po ukończeniu szkoły pracował od maja 1916 do września 1917 na statku żeglugi śródlądowej, 1917-1920 uczył się w szkole 2 stopnia w Syzraniu, później marynarz i urzędnik. Od sierpnia 1921 do maja 1922 kierownik wydziału ekonomicznego powiatowej komunistycznej organizacji młodzieżowej w Syzraniu, od grudnia 1922 sekretarz politycznego sekretariatu rejonowego zarządu milicji robotniczo-chłopskiej, 1925 przyjęty do WKP(b). Od marca 1925 ludowy sędzia, od lutego 1926 pełnomocnik gubernialnego sądu w Uljanowsku na powiat syzrański, od października 1928 członek sądu okręgowego w Bugurusłanie. Od grudnia 1929 pracownik OGPU, od grudnia 1930 pełnomocnik i starszy pełnomocnik INFO – SPO syzrańskiego sektora operacyjnego OGPU, od lutego 1932 starszy pełnomocnik operacyjny SPO penzeńskiego sektora operacyjnego OGPU, od września 1933 szef rejonowego oddziału OGPU w Samarze, od czerwca 1934 pełnomocnik operacyjny Wydziału 2, od października 1935 Wydziału 4 SPO PP OGPU Kraju Środkowowołżańskiego przemianowanego wkrótce na Kraj Kujbyszewski (obecnie obwód samarski). 22 kwietnia 1936 mianowany lejtnantem bezpieczeństwa państwowego. 1936 na kursach, od 15 października 1937 w organach wywiadu wojskowego NKWD, kierownik Wydziału Specjalnego (OO) NKWD 25 Korpusu Pancernego, później 27 Korpusu Strzelców. Od 23 sierpnia 1938 starszy lejtnant, od 5 listopada 1940 kapitan bezpieczeństwa państwowego. Od maja 1940 do 15 marca 1941 szef OO NKWD Wojsk Pogranicznych okręgu kijowskiego, 15 marca do 25 lipca 1941 szef 3 Wydziału NKWD Ukraińskiej SRR, od 25 lipca do 21 sierpnia 1941 zastępca szefa i p.o. szefa OO NKWD Kijowskiego Specjalnego Okręgu Wojskowego, od 21 sierpnia 1941 do 29 kwietnia 1943 szef Wydziału 3 UOO NKWD ZSRR, 29 kwietnia 1943 – 22 lipca 1945 pomocnik szefa zarządu kontrwywiadu Smiersz ludowego komisariatu obrony ZSRR, od 22 lipca do maja 1946 szef zarządu Smiersz w Moskiewskim Okręgu Wojskowym, 20 maja 1946 – 17 grudnia 1949 szef Wydziału 4 MGB ZSRR, od grudnia 1949 do września 1951 sekretarz komitetu partyjnego MGB ZSRR, 24 października 1951 odwołany z MGB, pracował w Gułagu, skąd 23 marca 1954 został zwolniony z powodu choroby. Od 23 sierpnia 1941 major, od 14 lutego 1943 pułkownik, a od 26 maja 1943 generał-major bezpieczeństwa państwowego.

## Odznaczenia
- Order Lenina (28 października 1943)
- Order Czerwonego Sztandaru (trzykrotnie – 13 września 1945, 25 lipca 1949 i 24 sierpnia 1949)
- Order Kutuzowa II klasy (25 marca 1945)
- Order Wojny Ojczyźnianej I klasy (31 lipca 1944)
- Order Czerwonej Gwiazdy (dwukrotnie – 10 listopada 1942 i 3 listopada 1944)
- Odznaka "Zasłużony Funkcjonariusz NKWD" (15 lutego 1941)

I 5 medali.